# Valle Bajo del Lozoya
Valle Bajo del Lozoya és una subcomarca de la comarca de Sierra Norte de Madrid, dins la Comunitat de Madrid. El riu Lozoya i les seves aigües són un recurs important.

## Municipis
- El Atazar
- Berzosa del Lozoya
- El Berrueco
- Cervera de Buitrago
- Robledillo de la Jara
- Puentes Viejas

## Geografia
L'embassament de Puentes Viejas, l'embassament del Villar i l'embassament del Atazar es troben localitzats en aquesta subcomarca, on abunden les infraestructures hidràuliques (canals, preses, etc.), que són el fidel reflex de la importància de l'aigua com recurs econòmic i natural. Els nuclis de població pertanyents a aquesta subcomarca es caracteritzen per la seva important vocació ramadera, avui dia en procés recessiu, i que ha configurat una tipologia arquitectònica característica en la qual dominen els elements tradicionals i les construccions agropecuàries. Els recursos naturals i mediambientals amb els quals conta la comarca són de gran valor, com ho demostra el fet que parteix de la mateixa es trobi dintre de la Reserva Nacional de Cacera de Sonsaz. La subcomarca compte també amb importants exemples d'arquitectura tradicional i amb variats recursos turístics orientats al desenvolupament del Turisme Rural.